# Armutsbach und Nebenbäche
Koordinaten: 50° 27′ 21″ N, 6° 44′ 2″ O
Das Naturschutzgebiet Armutsbach und Nebenbäche liegt auf dem Gebiet der Gemeinde Blankenheim (Ahr) im Kreis Euskirchen in Nordrhein-Westfalen.
Das aus vier Teilflächen bestehende Gebiet erstreckt sich nordöstlich des Kernortes Blankenheim und westlich von Hümmel, einer Ortsgemeinde im Landkreis Ahrweiler in Rheinland-Pfalz, entlang des Armuthsbaches und Nebenbächen. Nördlich des Gebietes verläuft die Kreisstraße K 79 und westlich die Landesstraße L 115. Am nord- und südöstlichen Rand verläuft die Landesgrenze zu Rheinland-Pfalz. Nordwestlich erstreckt sich das 18,5 ha große Naturschutzgebiet Armuthsbach mit Seitenbächen südlich Tondorf.

## Bedeutung
Das etwa 56,6 ha große Gebiet wurde im Jahr 2007 unter der Schlüsselnummer EU-167 unter Naturschutz gestellt. Schutzziele sind der Schutz und der Erhalt eines naturnahen Hangwaldes und einer Felsklippe.